# Григорян, Самвел Самвелович
Самве́л Самве́лович Григоря́н (арм. Սամվել Սամվելի Գրիգորյան; 18 марта 1930, село Гиши (ныне Киш), Нагорно-Карабахская АО, Азербайджанская ССР— 11 апреля 2015, Ногинск, Московская область) — советский и российский учёный в области механики, академик Российской академии наук (2000).

## Биография
Родился в семье учителей. Отец его, Самвел Алексанносович (Александрович) Тер-Григорянц, умер в 1929 году, ещё до рождения сына, и Самвел воспитывался в семье отчима, Вартана Минасовича Вартанова, также педагога, участника Великой Отечественной войны. Мама, Сиран Михайловна Манвелян (1904—1976), перед войной и после неё преподавала русский язык и литературу в армянских школах Баку, за свой труд была награждена орденами Ленина, Трудового Красного Знамени, «Знак Почёта». Кроме Самвела в семье воспитывались ещё три дочери — две старшие родные сестры Светлана и Селенита и младшая сводная сестра Сильва. В 1938 году семья переехала в Баку, позднее С. С. Григорян вспоминал, что родители были вынуждены покинуть родные края в связи с «мрачными событиями конца 30-х годов». В Баку отчим стал преподавать в русской школе № 35, в 1940 году стал её директором.
Среднюю школу Самвел окончил в Баку с золотой медалью.
С отличием окончил механико-математический факультет МГУ в 1953 году, однокурсниками были В. П. Карликов, Д. Д. Ивлев, Ю. А. Демьянов, А. А. Дезин, В. П. Михайлов, М. И. Шабунин, будущая жена Сусанна Каменомостская. Впоследствии Сусанна Львовна (за рубежом Shoshana Kamin) стала известным математиком, профессором Тель-Авивского университета.
В 1956 году Григорян окончил аспирантуру там же. Ученик Л. И. Седова. В 1956—1959 годах работал младшим научным сотрудником кафедры гидромеханики МГУ.
В 1957 году защитил кандидатскую диссертацию на тему «Некоторые задачи гидродинамики тонких тел», а в 1965 году — докторскую диссертацию на тему «Исследования по механике грунтов».
С июня 1959 года работал в Институте механики МГУ, был младшим, старшим научным сотрудником, заведующим отделом, затем — заведующим лаборатории механики природных процессов. В 1962—1981 годах — заместитель директора по научной работе Института механики МГУ. Директор Института механики МГУ с 1992 (был избран трудовым коллективом на альтернативной основе) по 2000 год. В 2001 году вернулся к руководству лаборатории механики природных процессов Института механики МГУ.
При этом С. С. Григорян продолжал вести и педагогическую работу, с октября 1959 по январь 1960 года преподавал в Пекинском университете, в 1958—1959 — в МФТИ на руководимой академиком М. А. Лаврентьевым кафедре № 9 (с сентября 1958 — заместитель заведующего кафедрой), на кафедре гидромеханики он с 1961 года читал специальный курс «Механика грунтов». Профессор кафедры газовой и волновой динамики МГУ (1968). Заслуженный профессор Московского университета (1997).
23 декабря 1987 года избран членом-корреспондентом АН СССР (по отделению механики). 26 мая 2000 года избран академиком РАН (по отделению наук о Земле). Действительный член Национальной академии наук Республики Армения (2000). Член Бюро отделения наук о Земле РАН. Стал 57-м иностранным членом Академии наук Китая 30 января 2007 года.
Член редколлегии журнала «Прикладная математика и механика», «Прикладная механика и техническая физика», «Физика горения и взрыва» РАН.
Скончался после продолжительной болезни. Похоронен на Троекуровском кладбище.

## Научные результаты
Научные интересы в области механики сплошных сред. Фундаментальные результаты в гидроаэродинамике, механике взрывных процессов, механике твёрдого деформируемого тела, механике природных процессов, грунтов и горных пород, сейсмологии и геомеханике, механике гетерогенных сред, биомеханике, механике спорта.
В 1958 году С. С. Григорян решил одну из конкретных задач об одномерных установившихся движениях газа. В 1955—1960 годах он построил простейшую реологическую модель грунтового массива, учитывающую нелинейный и необратимый характер объёмных деформаций и деформаций сдвига и способную охватить допредельные и предельные состояния грунта. Позднее он предложил обобщённые математические модели механики грунтов и горных пород, в которых были учтены также упруго-пластический характер сдвига и зависимость предела упругости при сдвиге от давления. В частности, в 1959—1960 годах С. С. Григоряном была получена замкнутая система уравнений, позволяющая описывать произвольные движения неводонасыщенных грунтов при действии динамических нагрузок. Здесь было принято, что однозначное соответствие между средним нормальным давлением и плотностью различно при упругой и пластической деформациях, а девиатор пластической составляющей тензора скорости деформации пропорционален девиатору тензора напряжений. В рамках этой модели С. С. Григорян в 1964 году решил задачу о распространении сферической волны при подземном взрыве в мягких грунтах, причём явление удалось рассчитать вплоть до поздних стадий, когда движение в окрестности взрывной камеры прекращается.
Предложенные модели были пригодны для описания как статических, так и быстрых динамических процессов и применимы как к мягким грунтам, так и к скальным горным породам; они применялись для исследования задач о равновесии, движении, деформировании и разрушении грунтов и горных пород а широком диапазоне действующих нагрузок, с приложениями от строительной практики до взрывных процессов (в том числе ядерных). С. С. Григорян разработал математическую теорию движения снежных лавин, ледников, оползней, селей, горных обвалов.
С. С. Григорян установил новый закон трения для потока дроблёной горной породы о подстилающую поверхность, заменяющий известный закон Кулона при больших значениях нормального давления на эту поверхность. Опираясь на этот закон, объяснил природу «воздушной волны» снежной лавины, феномен быстрой подвижки ледников, аномальную подвижность крупномасштабных горных обвалов. В области биомеханики открыл наличие в крови большинства животных и человека специфических высокомолекулярных биополимеров, которые снижают гидродинамическое сопротивление течению крови в системе кровообращения.
Разработал математическую теорию процесса эволюции очага землетрясения и возникновения землетрясения, вывел теоретически основные эмпирические закономерности современной сейсмологии. Предложил схему организации сети регистрирующих станций для мониторинга предвестников землетрясений и методику обработки и интерпретации результатов для прогноза сильных землетрясений.
Участвовал в создании нового вещества (кавэласта), увеличивающего свой объём до 50 раз при замачивании водой, и разработке ряда технологий его практического применения.
Выдвинул принципиально новую концепцию строения и динамики Вселенной. Построил теория процесса движения и дробления метеоритов в атмосферах планет и предложил объяснение феномена Тунгусского метеорита. Выполнил расчет последствий соударения кометы Шумейкеров — Леви 9 с планетой Юпитер в 1994 году, получивший впоследствии подтверждение результатами наблюдений.
Подготовил более 40 кандидатов и свыше 10 докторов наук.
Соавтор более 320 научных работ и 70 изобретений.

## Общественная деятельность
Длительное время (с 1982 года до начала 1990-х годов) являлся членом Национального олимпийского комитета СССР. В 1976 году был избран председателем Федерации санного спорта СССР, а в 1980 году — председателем Федерации санного спорта и бобслея СССР, неоднократно выезжал за рубеж руководителем спортивных делегаций.
Один из учредителей Армянской общины Москвы, председатель этой общины в 1991—2001 годах.
Депутат парламента Республики Армения (1990—1995)

## Награды
- Лауреат премии Совета Министров СССР (1985), Государственной премии УССР в области науки и техники (1991), премии имени М. В. Ломоносова (МГУ, второй степени 1967), премии им. С. А. Чаплыгина (АН СССР, 1970), премии и золотой медали им. М. А. Лаврентьева (АН СССР, 1986), золотой медали имени В. И. Вернадского (РАН, 2013)[4][10].
- «Серебряный крест» Союза армян России — за активную общественную деятельность по сплочению армян в регионах, сохранению национальной самобытности, защите прав и интересов, росту авторитета «Союза армян России» и поддержанию мира и согласия с различными этническими группами, населяющими Россию, а также активное участие в организации, развитии и укреплении связей между общественностью России и Армении, помощи населению Юга России, пострадавшего от небывалого стихийного бедствия — наводнения[15].

## Публикации

### Отдельные издания
- Благосклонов В. И., Васильченко В. И., Григорян С. С. и др. . Аэромеханика сверхзвукового обтекания тел вращения степенной формы / Под ред. Г. Л. Гродзовского. — М.: Машиностроение, 1975. — 183 с.
- Механика ледников / Под ред. С. С. Григоряна. — М.: Ин-т механики МГУ, 1977. — 49 с.
- Гляциология и механика грунтов / Под ред. С. С. Григоряна. — М.: Изд-во Моск. ун-та, 1982. — 107 с.
- Механика биологических сплошных сред / Под ред. С. С. Григоряна, С. А. Регирера. — М.: Изд-во Моск. ун-та, 1986. — 173 с.
- Формирование оползней, селей и лавин. Инженерная защита территорий / Под ред. Г. С. Золотарёва, С. С. Григоряна, С. М. Мягкова. — М.: Изд-во Моск. ун-та, 1987. — 180 с.
- Григорян С. С., Красс М. С., Гусева Е. В., Геворкян С. Г. . Количественная теория геокриологического прогноза. — М.: Изд-во Моск. ун-та, 1987. — 265 с.

### Статьи
- Григорян С. С.  Об общих уравнениях динамики грунтов // Докл. АН СССР. — 1959. — Т. 122, № 2. — С. 285—287.
- Григорян С. С.  Об основных представлениях динамики грунтов // Прикл. математика и механика. — 1960. — Т. 24, № 6. — С. 1057—1072.
- Григорян С. С.  К решению задачи о подземном взрыве в мягких грунтах // Прикл. математика и механика. — 1964. — Т. 28, № 6. — С. 1070—1082.
- Григорян С. С.  Некоторые вопросы математической теории деформирования и разрушения твёрдых горных пород // Прикл. математика и механика. — 1967. — Т. 31, № 4. — С. 643—649.
- Григорян С. С.  К вопросу о природе Тунгусского метеорита // Докл. АН СССР. — 1976. — Т. 231, № 1. — С. 57—60.
- Григорян С. С.  Новый закон трения и механизм крупномасштабных горных обвалов и оползней // Докл. АН СССР. — 1979. — Т. 244, № 4. — С. 846—849.
- Григорян С. С.  О движении и разрушении метеоритов в атмосферах планет // Космические исследования. — 1979. — № 6. — С. 875—893.
- Григорян С. С., Любимов Г. А., Регирер С. А. . Проблемы биомеханики // Актуальные проблемы механики / Под ред. Г. И. Петрова. — М.: Изд-во Моск. ун-та, 1984. — 128 с. — С. 76—83.
- Григорян С. С.  О механизме возникновения землетрясений и содержании эмпирических закономерностей сейсмологии // Докл. АН СССР. — 1988. — Т. 299, № 5. — С. 1094—1101.
- Григорян С. С. . О строении и динамике Вселенной // Современные математические проблемы механики и их приложения. — М.: Наука, 1989. — 238 с. — (Труды МИАН СССР, т. 186). — С. 91—105.
- Григорян С. С.  Приближённое решение задачи о проникании тела в грунт // Изв. РАН. Механика жидкости и газа. — 1993. — № 4. — С. 18—24.
- Григорян С. С.  О крупномасштабной модели Вселенной // Докл. РАН. — 2002. — Т. 386, № 4. — С. 471—474.

## Интервью
А. Сушков. Формулы стихии // «Правда».